# Wauter Mannaert
Wauter Mannaert, né le 18 décembre 1978, est un auteur de bande dessinée, illustrateur et dessinateur de presse belge néerlandophone.

## Biographie
Wauter Mannaert naît le 18 décembre 1978,. Il est diplômé de la section cinéma d’animation de Saint-Luc à Bruxelles. Il commence sa carrière comme travailleur social. Puis, il publie en 2010 sa première bande dessinée, Ondergronds [« Souterrain »] chez Oog&Blik.
En 2011, il reçoit le prix Saint-Michel de la meilleure bande dessinée néerlandophone avec le journaliste Pierre De Jaeger pour Ondergronds — une histoire racontant l’histoire d’un luthier au chômage dans une Amérique marquée par la crise ! —.
Puis, il livre des strips et des reportages dessinés dans l'hebdomadaire bruxellois Brussel Deze Week.
Il dessine son second album, El Mesías, sur un scénario de Mark Bellido publié en néerlandais chez Ballon Media en 2015 et pour sa traduction française dans la collection « Soudain » aux éditions Vide Cocagne en 2017. Ce récit tourne autour de Marinaleda et de son maire Juan Manuel Sánchez Gordillo.
En 2016, il dessine et réalise la mise en couleur de Weegee, serial photographer du scénariste Max de Radiguès aux éditions Éditions Sarbacane.
En 2019, Mannaert est récipiendaire du prix Willy-Vandersteen du meilleur album néerlandais pour Yasmina et les mangeurs de patates, publié aux éditions Dargaud. Cette série jeunesse humoristique est axée sur l'écologie, l'agriculture responsable, la nourriture et la cuisine. En 2021, l'ouvrage Yasmina, Tome 1 : Master-classe remporte le prix Atomium des enfants. Il publie le tome 2 la même année. Il poursuit avec Les Plantes contre-attaquent !. La série est traduite en anglais et en allemand. En 2024, il s'associe au scénariste français Frédéric Maupomé pour lancer la série La Quête et il publie le premier tome intitulé La Dame du lac perdu aux éditions Le Lombard. Dans cette série humoristique, il revisite le mythe arthurien,. Il enchaîne l'année suivante avec le deuxième opus : La ZAD du roi pêcheur.
Les influences majeures de Wauter Mannaert sont les auteurs de bande dessinée français Christophe Blain, Kerascoët, David Prudhomme, Pascal Rabaté et Joann Sfar, tout comme son ancien professeur à Saint-Luc le caricaturiste politique Gal.
Mannaert a rejoint l'autrice de bande dessinée Judith Vanistendael et l'architecte Barbara Roosen dans leur studio du quartier bruxellois de Molenbeek-Saint-Jean, avant que fin 2012 l'équipe ne déménage dans un espace plus grand à Schaerbeek. Surnommé « De Geslepen Potloden » [« Les crayons bien taillés »], l'atelier de Schaerbeek a servi de port d'attache à de nombreux artistes et graphistes. De nombreux créateurs néerlandophones et francophones sont allés et venus, Mannaert restant le seul membre originel. L'environnement a favorisé plusieurs collaborations fructueuses.
L'auteur expose ses œuvres dans des expositions au Centre belge de la bande dessinée de manière individuelle avec El Mesías, Wauter Mannaert en Mark Bellido en 2015 et participe à l'exposition collective La nouvelle BD flamande en 2017. En outre, il est un des artistes à contribuer à l'artbook Building Bridges in Europe [« Construire des ponts en Europe »] publié par the European Association of National Builders’ Merchants Associations and Manufacturers (UFEMAT) en 2012, où il réalise une planche sur le pont du Millenium à Londres.

### Vie privée
Wauter Mannaert habite Bruxelles. Avec sa compagne, il est parent d'un jeune enfant.

## Œuvres

### Albums de bande dessinée
- Weegee, serial photographer[20],[21],[22], Éditions Sarbacane, Paris, 17 août 2016
Scénario : Max de Radiguès - Dessin et couleurs : Wauter Mannaert -  (ISBN 9782848659138)
- El Mesías[5], Vide Cocagne, coll. « Soudain », Nantes, 9 mars 2017
Scénario : Mark Bellido - Dessin : Wauter Mannaert - Couleurs : noir et blanc -  (ISBN 979-10-90425-82-8),Format à la française. 288 pages.

#### Yasmina
- 0. Yasmina et les mangeurs de patates[7], Dargaud, Paris, 11 janvier 2019
Scénario, dessin et couleurs : Wauter Mannaert -  (ISBN 978-2-505-07170-9)
- 1. Master-classe[23],[24],[25], Dargaud, Paris, 21 août 2020
Scénario, dessin et couleurs : Wauter Mannaert -  (ISBN 9782505083405)
- 2. Un potager pour l'humanité[9], Dargaud, Paris, 21 mai 2021
Scénario, dessin et couleurs : Wauter Mannaert -  (ISBN 978-2-505-08934-6)
- 3. Les Plantes contre-attaquent ![10],[26],[27], Dargaud, Paris, 20 mai 2022
Scénario, dessin et couleurs : Wauter Mannaert -  (ISBN 978-2-505-11508-3)
- Int. Yasmina[28], Dargaud, Paris, 4 avril 2025
Scénario, dessin et couleurs : Wauter Mannaert -  (ISBN 978-2-505-14000-9)

#### La Quête
- 1. La Dame du lac perdu[12],[13],[29], Le Lombard, Bruxelles, 2 février 2024
Scénario : Frédéric Maupomé - Dessin et couleurs : Wauter Mannaert -  (ISBN 978-2-8082-1254-0)
- 2. La ZAD du roi pêcheur[14],[30], Le Lombard, Bruxelles, 7 février 2025
Scénario : Frédéric Maupomé - Dessin et couleurs : Wauter Mannaert -  (ISBN 978-2-8082-1483-4)

### Expositions

#### Expositions individuelles
- El Mesías, Wauter Mannaert en Mark Bellido[15], Gallery, Centre belge de la bande dessinée, Bruxelles du 2 mars au 19 avril 2015.

#### Expositions collectives
- La Microboutiek s'affiche[31], Cinéma Nova, Bruxelles, du 17 septembre au 19 octobre 2014
- La nouvelle BD flamande[16], Centre belge de la bande dessinée, Bruxelles du 19 septembre 2017 au 3 juin 2018.

## Réception

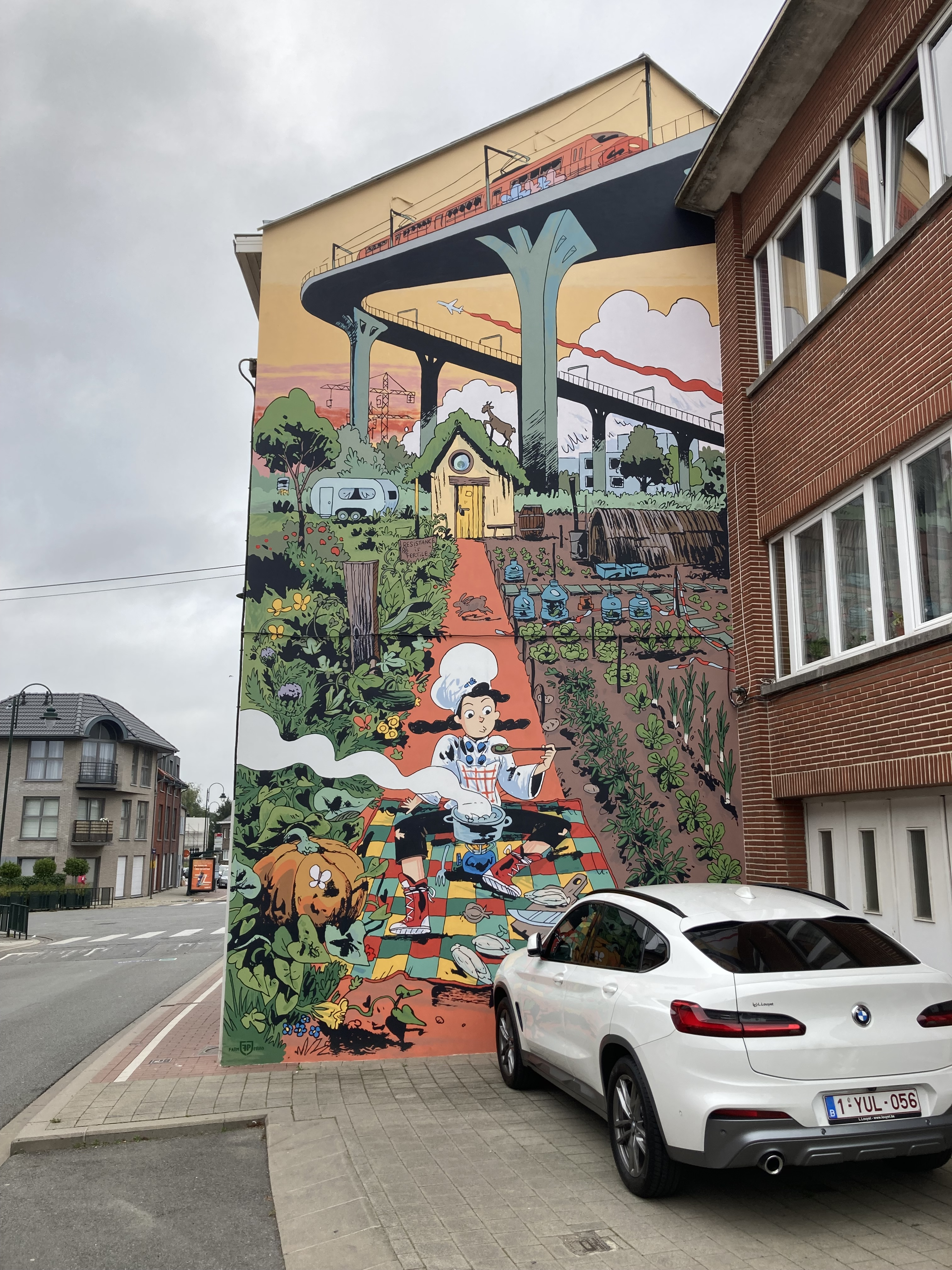
Fresque murale Yasmina, rue de Verdun à Haren

### Prix et récompenses
- 2011 :  prix Saint-Michel du meilleur album néerlandophone pour Ondergronds avec Pierre De Jaeger[32] ;
- 2019 :  prix Willy-Vandersteen du meilleur album néerlandais pour Yasmina et les mangeurs de patates[2],[1] ;
- 2021 :  prix Atomium des enfants pour Yasmina, Tome 1 : Master-classe[6].

### Postérité
La double fresque atypique Yasmina est inaugurée le 7 octobre 2020, elle est située 560, rue de Verdun à Haren (Bruxelles). Cette œuvre fait partie du parcours BD de Bruxelles.

#### Livres
: document utilisé comme source pour la rédaction de cet article.
- Philippe Mellot, Michel Denni, Laurent Turpin et Isabelle Morzadec, Trésors de la bande dessinée : BDM 2025-2026 - Catalogue encyclopédique et Argus, Paris, Les Arènes, novembre 2024, 24e éd., 1839 p., ill. ; 23 cm (ISBN 979-10-37512-61-1, OCLC 1478218824, présentation en ligne), p. 483, 1164, 1614, 1633. .

#### Périodiques
- Frédéric Maupomé, Wauter Mannaert (interviewés par Philippe Peter), « Interview jeunesse : La Quête - un éternel recommencement », dBD, no 181,‎ mars 2024, p. 91-95 (ISSN 1951-4050).

#### Articles
- Wauter Mannaert (interviewé par Pierre Burssens), « Entretien avec Wauter Mannaert : "Il y a de moins en moins de résistance face aux OGM et je trouve ça inquiétant" », Auracan,‎ 22 janvier 2019 (lire en ligne, consulté le 13 mai 2023)
- Wauter Mannaert (interviewé par Christian Missia Dio), « Wauter Mannaert (Yasmina et les mangeurs de patates) : "La nourriture révèle notre façon de penser" », ActuaBD,‎ 4 octobre 2019 (lire en ligne, consulté le 13 mai 2023)
- Wauter Mannaert (interviewé par Christian Missia Dio), « Wauter Mannaert (Yasmina) : "Pour moi, le potager et la cuisine sont des métaphores de la vie" », ActuaBD,‎ 18 septembre 2020 (lire en ligne, consulté le 13 mai 2023).

### Podcasts
- Émission numéro 63 Jean-Pierre Talbot - Wauter Mannaert - Pascal Michel, présentée par Romain sur 48FM via Mixcloud, (1 h 32 min 26 s).